# Sceau de la ville de New York
 (mai 2023).
La mise en forme du texte ne suit pas les recommandations de Wikipédia : il faut le « wikifier ».
Les points d'amélioration suivants sont les cas les plus fréquents. Le détail des points à revoir est peut-être précisé sur la page de discussion.
- Les titres sont pré-formatés par le logiciel. Ils ne sont ni en capitales, ni en gras.
- Le texte ne doit pas être écrit en capitales (les noms de famille non plus), ni en gras, ni en italique, ni en « petit »…
- Le gras n'est utilisé que pour surligner le titre de l'article dans l'introduction, une seule fois.
- L'italique est rarement utilisé : mots en langue étrangère, titres d'œuvres, noms de bateaux, etc.
- Les citations ne sont pas en italique mais en corps de texte normal. Elles sont entourées par des guillemets français : « et ».
- Les listes à puces sont à éviter, des paragraphes rédigés étant largement préférés. Les tableaux sont à réserver à la présentation de données structurées (résultats, etc.).
- Les appels de note de bas de page (petits chiffres en exposant, introduits par l'outil «  Source ») sont à placer entre la fin de phrase et le point final[comme ça].
- Les liens internes (vers d'autres articles de Wikipédia) sont à choisir avec parcimonie. Créez des liens vers des articles approfondissant le sujet. Les termes génériques sans rapport avec le sujet sont à éviter, ainsi que les répétitions de liens vers un même terme.
- Les liens externes sont à placer uniquement dans une section « Liens externes », à la fin de l'article. Ces liens sont à choisir avec parcimonie suivant les règles définies. Si un lien sert de source à l'article, son insertion dans le texte est à faire par les notes de bas de page.
- La présentation des références doit suivre les conventions bibliographiques. Il est recommandé d'utiliser les modèles {{Ouvrage}}, {{Chapitre}}, {{Article}}, {{Lien web}} et/ou {{Bibliographie}}. Le mode d'édition visuel peut mettre en forme automatiquement les références.
- Insérer une infobox (cadre d'informations à droite) n'est pas obligatoire pour parachever la mise en page.

Pour une aide détaillée, merci de consulter Aide:Wikification.
Si vous pensez que ces points ont été résolus, vous pouvez retirer ce bandeau et améliorer la mise en forme d'un autre article.
Le sceau de la ville de New York est l'insigne officiel de la ville. Selon le code administratif de la ville, il sert à identifier les documents ou publications émis sous l'autorité de la ville ou de ses services. Il est également gravé sur les propriétés de la ville, utilisé pour identifier les officiers de la ville et figure sur le drapeau de la ville.
Le sceau de la ville de New York existe depuis 1654, lorsque la ville était une colonie néerlandaise connue sous le nom de Nouvelle-Amsterdam. Le sceau a depuis subi de multiples changements et pendant un certain temps la ville a eu plusieurs sceaux. Ces changements et ces sceaux multiples résultent en grande partie de la transition de la ville vers un contrôle britannique et, plus tard, américain, ainsi que des tensions entre le maire et le conseil élu de la ville. Le sceau actuel a été conçu en 1915 et sa dernière modification remonte à 1977.
Le greffier de la ville de New York est le gardien du sceau de la ville.

## Conception

### Descriptif officiel
Selon le code administratif de la ville de New York, le sceau de la ville doit respecter la conception suivante :
1. Armoiries : Sur un bouclier, en sautoir, les voiles d'un moulin à vent. Entre les voiles, en chef un castor, en pointe un castor, et sur chaque flanc un baril de farine.
2. Supports : Dexter, un marin, le bras droit fléchi, et tenant dans la main droite un plomb de sonde ; son bras gauche plié, sa main gauche appuyée sur le haut de l'écu ; au-dessus de son épaule droite un bâton de Jacob. Sinister, un Indien de Manhattan, son bras droit plié, sa main droite posée sur le dessus du bouclier, sa main gauche tenant l'extrémité supérieure d'un arc, et dont l'extrémité inférieure repose sur le sol. Bouclier et supports reposent sur une branche de laurier horizontale.
3. Date : Sous la branche de laurier horizontale, la date 1625 indique l'année de la création de la Nouvelle-Amsterdam.
4. Cimier : Sur un hémisphère, un aigle américain aux ailes déployées.
5. Légende : Sur un ruban encerclant la moitié inférieure du dessin, les mots « Sigillum Civitatis Novi Eboraci » ».

6. Le tout entouré d'une couronne de laurier.

### Aperçu
Le dessin du sceau actuel de New York est adapté du sceau de la ville utilisé pour la première fois en 1686. Il présente des éléments communs aux armoiries utilisées dans toute l'héraldique, comme un bouclier, des supports et une crête.
Les deux supports représentent l'amitié entre les Amérindiens et les colons : en position dextre, un colon marin tient un plomb de sonde — outil de navigation — dans sa main droite, tandis qu'au-dessus de son épaule droite se trouve un autre instrument de navigation, un bâton de Jacob ; dans la position senestre, un natif Lenapes à Manhattan repose sa main gauche sur un arc.
Sur le bouclier, les quatre voiles de moulin à vent rappellent l'histoire néerlandaise de la ville sous le nom de New Amsterdam, les castors et les barils de farine représentent les premiers produits commerciaux de la ville. Plus précisément, les tonneaux de farine et les voiles de moulin à vent représentent l'énorme richesse générée par la ville de New York grâce au Bolting Act de 1674. La loi a donné à la ville un monopole pour moudre et exporter la farine. L'écu et les supports reposent sur une branche de laurier horizontale.
Au sommet du bouclier se trouve un aigle américain, ajouté en 1784 après la Révolution américaine et repris du sceau de l'État de New York. L'aigle a remplacé une couronne impériale, qui avait représenté l'autorité du monarque britannique pendant la période coloniale. L'aigle repose sur un hémisphère.
Sous le bouclier se trouve la date 1625, à laquelle la Nouvelle-Amsterdam a été désignée capitale de la province de la Nouvelle-Néerlande. L'utilisation de cette date a été une source de débat parmi les historiens, car il est prouvé que les premiers colons européens sont effectivement arrivés dans la région et ont établi ce qui est devenu la Nouvelle-Amsterdam en 1624. La Nouvelle-Amsterdam a été incorporée en 1653. Différentes dates de fondation sont apparues sur le sceau tout au long de son histoire. Sous la date se trouve un ruban qui porte la légende SIGILLUM CIVITATIS NOVI EBORACI, qui signifie « Sceau de la ville de New York ». Eboracum était le nom latin de York, le siège titulaire de Jacques II, Duc de York, qui a donné son nom à la ville de New York.
Une couronne de laurier, ancien symbole grec de victoire, entoure le sceau.

## Les usages

### Général

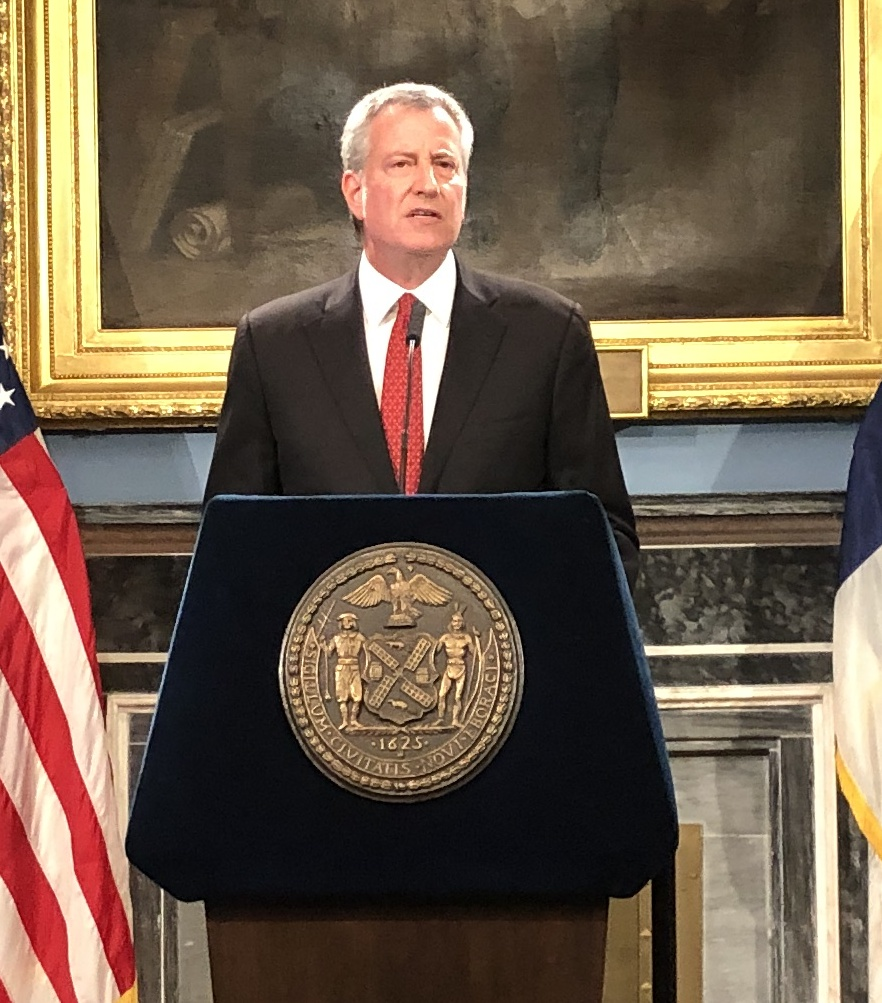
Bill de Blasio, le 109e maire de la ville, s'exprimant depuis un pupitre orné du sceau de la ville

Le code administratif de la ville de New York dispose que le sceau « doit être utilisé à toutes les fins requises » par le greffier de la ville et « tous les autres agents de la ville qui sont tenus ou autorisés à avoir ou à utiliser le sceau de la ville ». Il précise ensuite que le sceau peut être :
1. Écrit ou imprimé sur des documents, publications ou articles, émis ou utilisés par ou au nom ou sous l'autorité de la ville, de ses agences ou de tout arrondissement ou département de celle-ci,
2. Gravé ou autrement représenté sur des bâtiments ou des structures appartenant à la ville, ou
3. 
« en bleu sur la barre centrale ou blanche, en omettant la légende Sigillum Civitatis Novi Eboraci ».
En pratique, en plus de ce qui précède, le sceau de la ville est utilisé comme ornement de pupitre pour les discours ou les déclarations du maire, du président du conseil municipal ou d'autres responsables municipaux. La ville utilise également le sceau à des fins commerciales, en vendant des articles sur lesquels figure le sceau.

### Drapeau

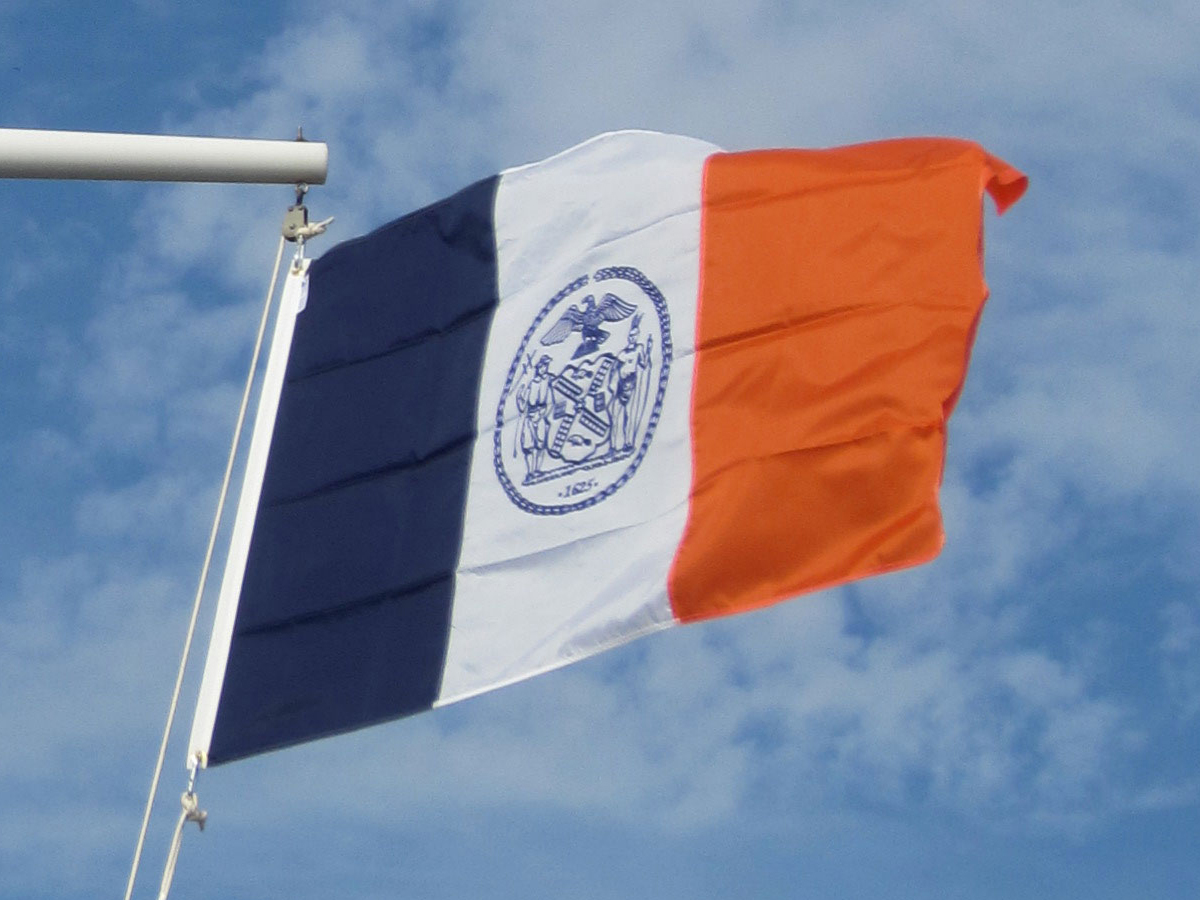
Drapeau de la ville de New York

Avant 1915, la ville de New York n'avait pas de drapeau officiel. Officieusement, un drapeau était utilisé dans toute la ville qui comportait une version non officielle du sceau de la ville, en bleu, sur un champ blanc. Un comité de la Commission des arts de 1915 qui a repensé le sceau de la ville a noté qu'il n'y avait aucune trace que la ville avait adopté ce drapeau. Sur la recommandation du comité, la ville a adopté son drapeau actuel en 1915, avec une version modifiée du sceau de la ville nouvellement adopté ; la modification étant l'absence de la légende latine du sceau.

### Restrictions
Selon le code administratif de la ville de New York, le sceau de la ville ne peut pas être affiché avec une modification ou un ajout au design standard. La seule exception est son utilisation sur le drapeau de la ville ou « à des fins architecturales ou ornementales », auquel cas la légende latine peut être omise. Un sceau abimé ou effacé doit demeurer sous la garde du greffier de la ville.
De plus, le code interdit l'utilisation du sceau par toute personne qui n'est pas le greffier de la ville ou « d'autres officiers de la ville qui sont tenus ou autorisés à avoir ou à utiliser le sceau corporatif de la ville ». À cet égard, il prévoit que « toute représentation du sceau de la ville apposée sur tout véhicule autre que celui possédé ou utilisé par la ville, expose le propriétaire de ce véhicule à une amende de vingt-cinq dollars ou à un emprisonnement d'une durée n'excédant pas dix jours ».

## Histoire

### Sceau de 1654

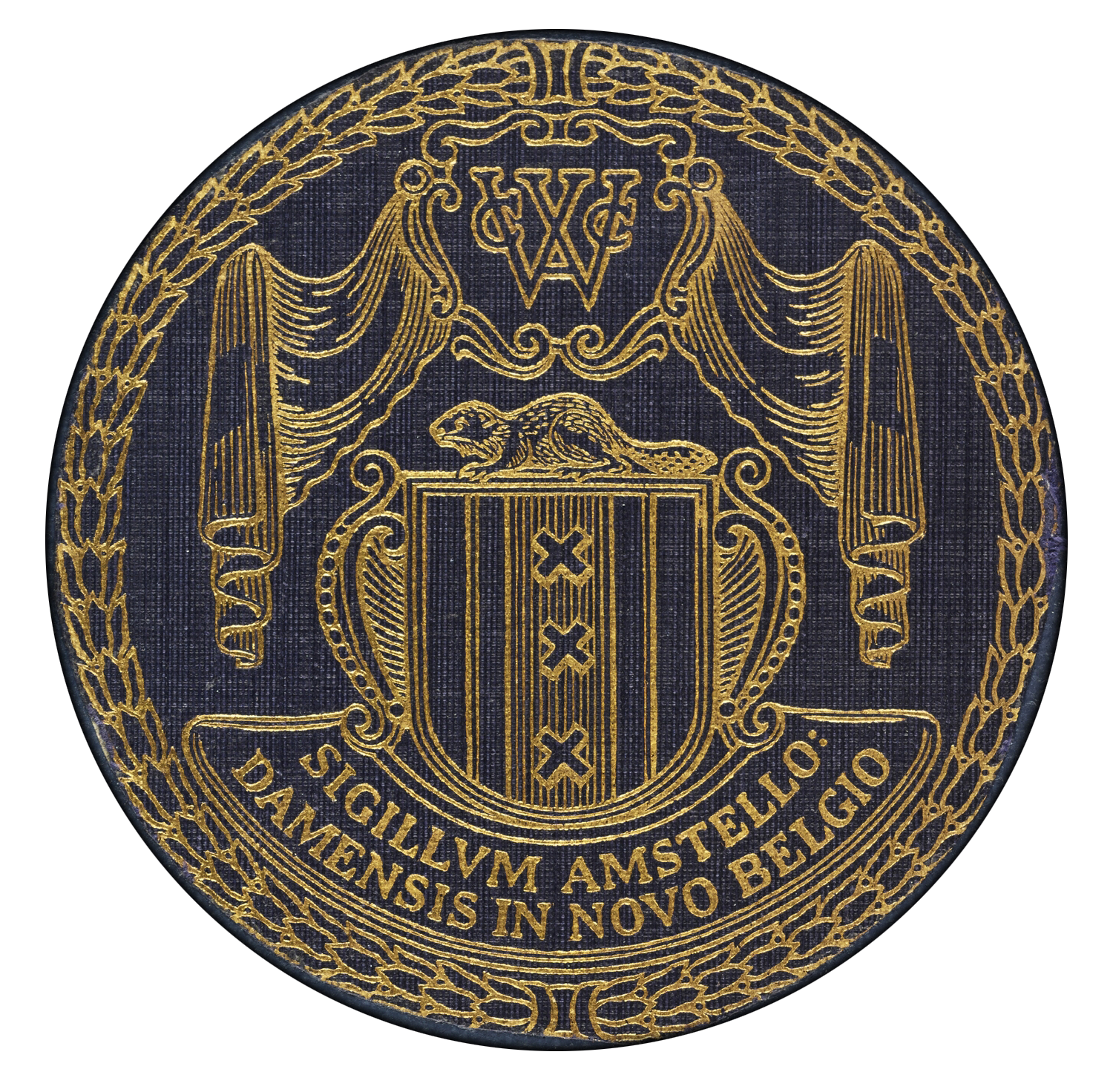
Sceau de la Nouvelle Amsterdam, 1654

Depuis sa fondation jusqu'en 1654, la colonie néerlandaise de La Nouvelle-Amsterdam n'avait pas son propre sceau. Parce qu'il était géré par le gouverneur de la province de Nouvelle-Néerlande, il utilisait le sceau de cette colonie. Après l'incorporation en 1653, qui a accordé à New Amsterdam son propre gouvernement, la ville a demandé un sceau à la Compagnie néerlandaise des Indes occidentales, qui possédait et gérait effectivement la province de Nouvelle-Néerlande. Une proposition d'armoiries de la Nouvelle-Amsterdam avait été avancée dès 1630 ; il affichait de manière prégnante des castors dans le rôle de partisans, une reconnaissance de l'importance du commerce des peaux de castor pour l'économie croissante de la province. Le castor était également l'élément proéminent du sceau de la Nouvelle-Hollande. Cependant, cette conception a été rejetée. La Compagnie néerlandaise des Indes occidentales a plutôt choisi un design qui comportait l'insigne de la société sur un manteau et un seul castor sur un bouclier arborant une version modifiée des armes d'Amsterdam. Le rendu original en couleur de ce premier symbole officiel de la ville a depuis été perdu, mais les historiens ont supposé que, sur le bouclier, la pâle centrale était noire, les trois croix étaient blanches, le champ était rouge et les bandes bordant le pâle central était doré ou blanc, conformément à la règle héraldique de la teinture. Le manteau drapé au sommet était probablement un drapeau tricolore orange, blanc et bleu, faisant référence au drapeau des Pays-Bas utilisé lors de la fondation de New Amsterdam.

### Sceau de 1669
Bien que la Nouvelle-Amsterdam ait été cédée aux Britanniques en 1664, date après laquelle son nom a été changé en New York, le sceau de la Nouvelle-Amsterdam est resté en usage jusqu'en 1669. Cette année-là, la ville et la province de New York ont reçu de nouveaux sceaux du duc de York. Cependant, la conception du sceau de la ville de 1669 n'est pas connue, car aucune description ou utilisation n'en a été trouvée.

### Sceau de 1686 et le «petit sceau

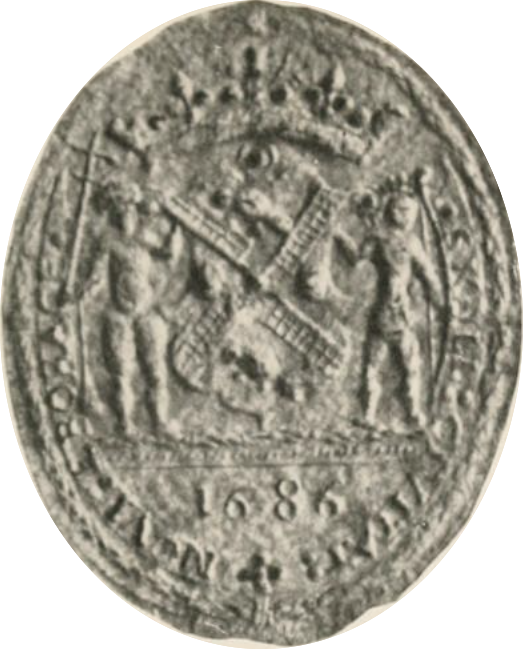
Sceau de 1686 avec couronne ducale

En 1683, le conseil municipal de la ville demanda au gouverneur colonial de New York une charte officielle, y compris le droit de choisir son propre sceau. En 1686, la charte est accordée
 (mai 2023).
.
Il comprenait le droit de la ville de « casser Change Alter et de nouveaux faire leur propre Sceau Commun quand et aussi souvent qu'il leur plaira ». Le Conseil Communal de la ville adopte alors un nouveau sceau le 24 juillet 1686, le premier à être conçu et approuvé directement par la ville. La conception contenait de nombreux éléments qui survivent dans le sceau actuel de la ville, à savoir un bouclier avec des voiles de moulin à vent, des castors et des barils de farine, un marin colonial et un Amérindien comme partisans, une légende latine, une date de fondation (dans ce cas, 1686 a été utilisé) et une couronne de laurier. La première utilisation connue du sceau de 1686 révèle que le sceau comportait une couronne ducale sur le cimier, un fait qui a intrigué les historiens, puisque le propriétaire et homonyme de la ville, James II, était monté sur le trône d'Angleterre en 1685, et donc le l'utilisation d'une couronne impériale aurait été justifiée. Les utilisations ultérieures du sceau montrent qu'un changement pour une couronne impériale a été apporté, bien que la date exacte du changement soit inconnue.
Un aspect notable du sceau de 1686 est la représentation du partisan amérindien, qui n'est pas conforme aux descriptions des Amérindiens qui vivaient dans et autour de Manhattan. Plus précisément, le sceau représente l'Amérindien portant un bonnet de guerre, qui n'était pas une coiffe connue pour être portée chez les peuples algonquiens de l'Est.
Après l'adoption du sceau de 1686, un deuxième sceau de ville légèrement différent apparaît dans les archives historiques, apposé sur des documents signés par plusieurs maires. La création de ce second sceau n'a pas été consignée dans les procès-verbaux du Conseil Communal et ses origines sont inconnues. Il est mentionné dans les lois municipales ultérieures simplement sous le nom de « petit sceau ».

### Sceau de la mairie de 1735
En 1735, une querelle entre le Conseil communal et le maire de la ville, Paul Richard, aboutit à la création d'un sceau supplémentaire. Le sceau de 1686 et le soi-disant "petit sceau" sont restés comme sceaux officiels de la ville, tandis qu'un troisième sceau a été créé pour le maire. Ce sceau du maire était de conception similaire au sceau de la ville, sauf qu'il était circulaire au lieu d'ovale et portait la légende «City of New York Seal of Mayoralty». Une loi fut alors votée pour préciser à quelle fin chaque sceau pouvait être utilisé.

### Sceaux de 1784

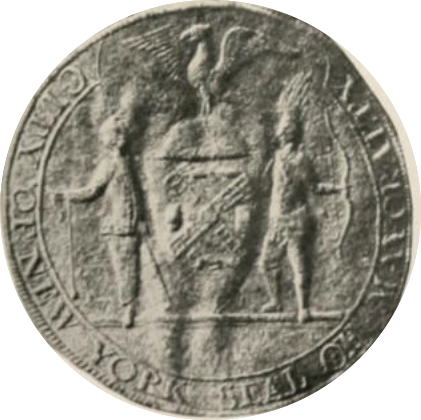
Sceau de la mairie de 1784

À la fin de la guerre d'indépendance américaine en 1783, la ville de New York avait trois sceaux officiels. Parmi les premiers actes d'après-guerre du New York City Common Council figurait le retrait de la couronne impériale britannique de ces sceaux. En 1784, de nouveaux sceaux ont été adoptés, avec une crête représentant un aigle reposant sur un hémisphère, un dispositif tiré du sceau de l'État de New York. Le Conseil communal a publié une description des nouveaux sceaux et de leur objet dans les journaux de la ville. Dans cette description, le « petit sceau » est identifié comme étant le sceau du tribunal municipal.
Mis à part le retrait de la couronne britannique et l'ajout d'une nouvelle crête, le sceau de la ville de 1784 ne différait de son prédécesseur qu'en rendant l'arc de l'Amérindien, à tort, comme à double courbure (qui n'était pas un type d'arc généralement utilisé par les peuples algonquiens), supprimant la crosse du marin colonial et ajoutant des branches fruitières de part et d'autre de l'écu.
Officiellement, le dessin du sceau de la ville de 1784 est resté en vigueur tout au long du XIXe siècle. Au cours de la même période, le sceau du maire et le sceau du tribunal municipal sont tombés en désuétude. En ce qui concerne ce dernier, DeWitt Clinton a été le dernier maire à présider le tribunal municipal. En raison du manque d'implication du maire, le tribunal a été transformé, par la loi, en Cour des plaidoyers communs en 1821.

### Sceau de 1915

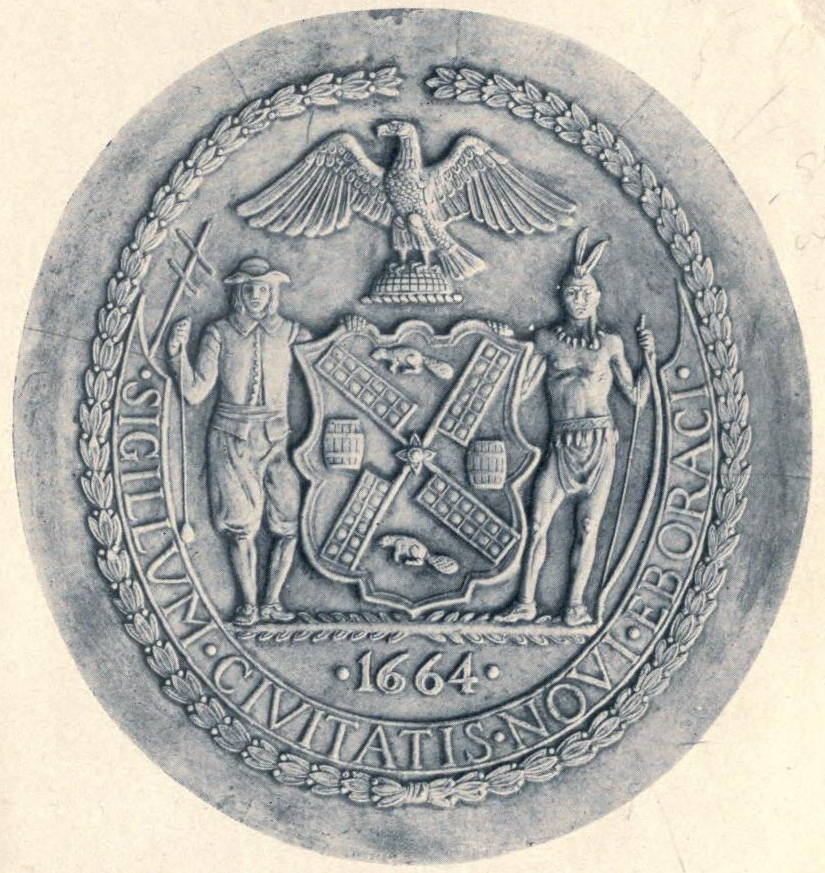
Le sceau tel que représenté en 1915 sur la sculpture originale de Paul Manship ; notez la date de 1664

Alors que le sceau de la ville est resté officiellement inchangé, de nombreux changements non officiels ont été apportés entre 1784 et 1915, en raison d'erreurs, d'une licence artistique ou de l'ignorance de conception du sceau. Dans certaines versions utilisées à cette époque, le marin et l'Amérindien changeaient de camp ou étaient représentés en position assise. Leur apparence physique variait également. L'aigle était parfois représenté regardant dans le mauvais sens. D'autres objets, comme une ancre ou des navires, étaient parfois ajoutés. À l'approche du 250e anniversaire de l'installation du premier maire de la ville, les nombreuses variations dans l'apparence du sceau ont incité la ville à nommer un comité pour arrêter une conception unique du sceau. Ce comité, composé de membres de la commission des arts de la ville, a travaillé avec la New-York Historical Society pour étudier l'imagerie et les sceaux remontant aux premiers jours de New Amsterdam. Incorporant cette iconographie historique, le comité a développé une nouvelle conception de sceau, qui a été soumise au Conseil des échevins (anciennement connu sous le nom de Conseil commun) le 16 mars 1915. Le conseil a approuvé la conception sept jours plus tard et la Commission des arts a engagé le célèbre sculpteur américain Paul Manship pour développer une version physique du sceau révisé. Après avoir adopté ce nouveau design, la ville avait à nouveau un sceau unique à utiliser par tous les bureaux du gouvernement. Sur recommandation de la commission des arts, le conseil des échevins a également adopté un drapeau officiel pour la ville, sur lequel une version du sceau de la ville figurait,.
La conception du sceau de 1915 est restée fidèle à la conception du sceau de 1686, à l'exception de la crête, où il a utilisé la combinaison de l'aigle et de l'hémisphère issu du sceau de 1784. Les inexactitudes dans la représentation du supporter amérindien ont été corrigées et le bâton croisé a été restitué au marin. De plus, la date de fondation sur le sceau a été changée de 1686, l'année de la charte britannique de la ville, à 1664, l'année où le nom de la ville a été changé en New York.

### Sceau de 1977
La modification la plus récente du sceau de la ville a eu lieu en 1977, à la demande du président du conseil municipal (anciennement le conseil des échevins), Paul O'Dwyer, qui a cherché à faire reconnaître l'origine néerlandaise de la ville. En 1974, il proposa pour la première fois de changer l'année de fondation sur le drapeau de la ville de 1664 à 1625. Alors que 1625 était l'année où la Nouvelle-Amsterdam a été désignée siège du gouvernement de la province de la Nouvelle-Hollande, les historiens ont noté que ce n'est pas l'année où la Nouvelle-Amsterdam a été constituée ou physiquement établie. Malgré les objections des historiens et de ses conseillers, le maire Abraham Beame a signé le projet de loi d'O'Dwyer modifiant la date sur le drapeau de la ville en 1975. Un projet de loi distinct visant à modifier le sceau de la ville de la même manière a été approuvé deux ans plus tard,.
Depuis 1977, le sceau a fait l'objet d'examens occasionnels. Par exemple, le 27 juillet 2020, le maire de la ville, Bill de Blasio, a recommandé qu'une commission étudie la pertinence de la conception du sceau à la suite des manifestations et émeutes consécutives à la mort de George Floyd.